# فونزو (ویرجینیای غربی)
فونزو (به انگلیسی: Fonzo) یک منطقهٔ مسکونی در ایالات متحده آمریکا است که در شهرستان ریچی، ویرجینیای غربی واقع شده‌است.